# الكسندر كامبل ستيفنسون
الكسندر كامبل ستيفنسون (بالإنجليزية: Alexander Campbell Stevenson)‏ هو سياسي أمريكي، ولد في 21 نوفمبر 1802، وتوفي في 2 يناير 1889. انتخب عضو مجلس ولاية إنديانا وانتخب عضو مجلس نواب إنديانا.